# Condado de La Salle (Texas)
El condado de La Salle es uno de los 254 condados del estado norteamericano de Texas. La sede del condado es Cotulla. El condado tiene un área de 3869 km²(de los cuales 13 km² están cubiertos por agua) y una población de 5866 habitantes, para una densidad de población de 2 hab/km² (según censo nacional de 2000). Este condado fue fundado en 1856.

## Geografía

### Vías principales
- Interestatal 35
- Autopista estatal 97

### Condados vecinos
- Frio  (norte)
- Atascosa  (noreste)
- McMullen  (este)
- Webb  (sur)
- Dimmit  (oeste)

## Demografía
Para el censo de 2000, había 5.866 personas, 1.819 cabezas de familia, y 1.351 familias residiendo en el condado. La densidad de población era de 4 habitantes por milla cuadrada.
La composición racial del condado era:
- 81.47% blancos
- 3.55% negros o negros americanos
- 0.34% nativos americanos
- 0.31% asiáticos
- 12.21% otras razas
- 2.13% de dos o más razas.

Había 1.819 cabezas de familia, de las cuales el 37.70% tenían menores de 18 años viviendo con ellas, el 54.70% eran parejas casadas viviendo juntas, el 15.40% eran mujeres cabeza de familia monoparental (sin cónyuge), y 25.70% no eran familias.
El tamaño promedio de una familia era de 3 miembros.
En el condado el 29.40% de la población tenía menos de 18 años, el 10.00% tenía de 18 a 24 años, el 27.70% tenía de 25 a 44, el 21.30% de 45 a 64, y el 11.60% eran mayores de 65 años. La edad promedio era de 33 años. Por cada 100 mujeres había 113.50 hombres. Por cada 100 mujeres mayores de 18 años había 121.40 hombres.

### Evolución demográfica
A continuación se presenta una tabla que muestra la evolución de la población entre 1900 y 1990
| Año        | 1900 | 1910 | 1920 | 1930 | 1940 | 1950 | 1960 | 1970 | 1980 | 1990 |
| ---------- | ---- | ---- | ---- | ---- | ---- | ---- | ---- | ---- | ---- | ---- |
| Habitantes | 2303 | 4747 | 4821 | 8228 | 8003 | 7485 | 5972 | 5014 | 5514 | 5254 |

## Economía
Los ingresos medios de una cabeza de familia del condado eran de USD$21.857 y el ingreso medio familiar era de $25.494. Los hombres tenían unos ingresos medios de $20.856 frente a $17.339 de las mujeres. El ingreso per cápita del condado era de $9.692. El 28.20% de las familias y el 29.80% de la población estaban debajo de la línea de pobreza. Del total de gente en esta situación, 38.50% tenían menos de 18 y el 24.80% tenían 65 años o más.

## Localidades

### Ciudades
- Cotulla
- Encinal

### Áreas no incorporadas
- Fowlerton